# Brent Foster
Brent Foster (23 de mayo de 1967) es un deportista neozelandés que compitió en acuatlón. Ganó dos medallas en el Campeonato Mundial de Acuatlón en los años 2003 y 2008.

## Palmarés internacional
| Campeonato Mundial | Campeonato Mundial          | Campeonato Mundial | Campeonato Mundial |
| Año                | Lugar                       | Medalla            | Prueba             |
| ------------------ | --------------------------- | ------------------ | ------------------ |
| 2003               | Queenstown ( Nueva Zelanda) | Medalla de plata   | Individual         |
| 2008               | Monterrey ( México)         | Medalla de oro     | Individual         |